# Рожков, Владимир Львович
Владимир Львович Рожков (21 июля 1939, д. Борки, Одинцовский район, Московская область — 26 июля 2012, Москва) — советский и российский инженер-проектировщик, энергетик, директор Государственного специализированного проектного института (1986—2007). Лауреат Государственной премии Российской Федерации.

## Биография
Родился в деревне в семье Льва Филатовича и Ульяны Трофимовны Рожковых. Был единственным сыном в семье из пятерых детей. Окончил среднюю школу в селе Успенское с золотой медалью.
В 1962 году окончил Московский институт химического машиностроения, после чего поступил в Государственный специализированный проектный институт, где прошёл путь от инженера до директора института. Более двадцати лет — с 1986 по 2007 годы, возглавлял ГСПИ, после чего продолжил работу на должности заместителя директора.
Внёс большой личный вклад в разработку уникальных производств атомной отрасли оборонного и промышленного назначения, научно-исследовательских центров и институтов отрасли, объектов Министерства обороны, а также объектов гражданского назначения различного профиля.
Скончался 26 июля 2012 года после продолжительной болезни. Похоронен на Ваганьковском кладбище.

## Награды
- Государственная премия Российской Федерации в области науки и техники[1]
- Орден «За заслуги перед Отечеством» IV степени (2000)[2]
- Орден «Знак Почёта»
- Звание «Заслуженный энергетик Российской Федерации»
- Нагрудный знак «Академик И. В. Курчатов» III степени.
- Нагрудный знак «Е. П. Славский» (2007)[3]

и другие